# Аризонска аспида
Аризонските аспиди (Micruroides euryxanthus) са вид влечуги от семейство Аспидови (Elapidae).
Разпространени са в северозападната част на Мексико и югозападната част на Съединените американски щати.
Таксонът е описан за пръв път от американския зоолог Робърт Кеникът през 1860 година.

## Подвидове
- Micruroides euryxanthus australis
- Micruroides euryxanthus euryxanthus
- Micruroides euryxanthus neglectus